# Referèndums a Suïssa el 2015
Sis referèndums nacionals van tenir lloc a Suïssa durant el 2015. Les votacions es van dur a terme el 8 de març i el 14 de juny. Cada referèndum va ser anunciat amb quatre mesos d'antelació per l'organisme responsable de coordinar-los, la Cancelleria Federal.

## Referèndums del març
Dos referèndums van tenir lloc el 8 de març:
- Un sobre la Proposta d'Iniciativa Familiar, proposant que els subsidis i pensions per fills i per l'escolarització d'aquests quedessin exempts dels Imposts sobre la renda
- Un sobre la iniciativa per crear un nou impost a les energies fonts d'energia no renovable, per a continuació compensar l'augment del cost del consum d'electricitat amb l'eliminació de l'IVA sobre aquest

La iniciativa familiar va ser creada pel Partit Popular Democristià de Suïssa, i la iniciativa d'energia pel Partit Liberal Verd. El govern suís es va posicionar en contra de les dues iniciatives; i finalment totes dos van ser rebutjades pels votants.
La fallida iniciativa d'energia va rebre el pitjor resultat per a una iniciativa des del 1929.

### Resultats
| Pregunta                            | A favor | A favor | En contra | En contra | Blancs/nuls | Vots Totals | Votants registrats | Participació | Cantons a favor | Cantons a favor | Cantons en contra | Cantons en contra | Resultat |
| Pregunta                            | Vots    | %       | Vots      | %         | Blancs/nuls | Vots Totals | Votants registrats | Participació | Tot             | Mig             | Tot               | Mig               | Resultat |
| ----------------------------------- | ------- | ------- | --------- | --------- | ----------- | ----------- | ------------------ | ------------ | --------------- | --------------- | ----------------- | ----------------- | -------- |
| Iniciativa familiar                 | 537,795 | 24.6    | 1,650,109 | 75.4      | 22,987      | 2,210,891   | 5,254,965          | 42.07        | 0               | 0               | 20                | 6                 | Rebutjat |
| Impost energia no renovable         | 175,405 | 8.0     | 2,010,326 | 92.0      | 24,390      | 2,210,121   | 5,254,965          | 41.06        | 0               | 0               | 20                | 6                 | Rebutjat |
| Font: Cancelleria Federal de Suïssa |         |         |           |           |             |             |                    |              |                 |                 |                   |                   |          |

## Referèndums del juny
Quatre referèndums van tenir lloc el 14 de juny: dues iniciatives populars i dos referèndums.
- Una esmena a l'article constitucional relatiu a la reproducció assistida i l'enginyeria genètica en humans.
- La iniciativa popular Iniciativa per les beques escolars (Initiative sur les bourses d'études):
  - La iniciativa proposava modificar l'article 66 de la Constitució Federal que detalla que "la legislació relativa a la concessió d'ajudes a la formació destinades a estudiants d'instituts d'educació superior i altres institucions d'educació superior i el finançament d'aquestes ajudes" és competència de la Confederació. Però que hagués de tenir en compte les necessitats específiques dels cantons. Especifica que aquestes ajudes han de permetre garantir un “nivell de vida mínim” durant la durada de la formació, que pot variar molt d'un cantó a un altre.[3]
- La iniciativa popular Iniciativa per la creació d'un impost a les herències i successions milionàries per finançar les Pensions (Imposer les successions de plusieurs millions pour financer notre AVS):
  - La iniciativa proposava afegir un nou article, el 129a, a la Constitució Federal per tal de crear un nou impost del 20% sobre herències, successions i donacions superiors als 2 milions de francs i destinar 2/3 dels ingressos d'aquest impost a l'AVS (sistema de pensions públic), el terç restant es destinarà als propis cantons.
- Un referèndum proposant que la quota del cànon televisiu anual per televisió i ràdio es reduís de 462 a 420 francs.[3]

### Resultats
| Pregunta                             | A favor   | A favor | En contra | En contra | Blancs/nuls | Votants registrats | Votants registrats | Participació | Cantons a favor | Cantons a favor | Cantons en contra | Cantons en contra | Resultat |
| Pregunta                             | Vots      | %       | Vots      | %         | Blancs/nuls | Votants registrats | Votants registrats | Participació | Tot             | Mig             | Tot               | Mig               | Resultat |
| ------------------------------------ | --------- | ------- | --------- | --------- | ----------- | ------------------ | ------------------ | ------------ | --------------- | --------------- | ----------------- | ----------------- | -------- |
| Reproducció assistida                | 1,377,613 | 61.9    | 846,865   | 38.1      | 66,515      | 2,290,993          | 5,265,120          | 43.5         | 17              | 3               | 3                 | 3                 | Acceptat |
| Beques                               | 610,284   | 27.5    | 1,611,911 | 72.5      | 65,360      | 2,287,555          | 5,265,120          | 43.4         | 0               | 0               | 20                | 6                 | Rebutjat |
| Impost herències                     | 657,851   | 29.0    | 1,613,982 | 71.0      | 29,487      | 2,301,320          | 5,265,120          | 43.7         | 0               | 0               | 20                | 6                 | Rebutjat |
| Reducció quota cànon                 | 1,128,522 | 50.1    | 1,124,873 | 49.9      | 44,568      | 2,297,963          | 5,265,120          | 43.6         |                 |                 |                   |                   | Acceptat |
| Font: Cancelleria Federal 1, 2, 3, 4 |           |         |           |           |             |                    |                    |              |                 |                 |                   |                   |          |